# Doły (Podgaje)
Doły – część wsi Podgaje w Polsce, położona w województwie świętokrzyskim, w powiecie kazimierskim, w gminie Skalbmierz.
W latach 1975–1998 Doły administracyjnie należały do województwa kieleckiego.